# Teoria sistemelor (Luhmann)
 Niklas Luhmann folosește mai multe concepte: sistem, mediu, autopoiesis, sens, comunicare etc. S-a inspirat din modelul cibernetic autopoietic construit de biologii Humberto Maturana și Francisco Varela. Astfel, societatea este compusă din sisteme care sunt autopoietice, adică se reproduc și organizează conform unor principii intrinsece, fără a fi controlate din exterior (alopoietic). Aceste sisteme sunt organizaționale, interacționale sau funcționale. Acestea din urmă joacă un rol foarte important. Astfel, potrivit lui Luhmann, sistemele sunt în contact cu mediul care le înconjoară, preluând de la acesta elemente care asigură supraviețuirea sistemului, dar nu sunt dirijate de mediu. În acest mediu se află și alte sisteme. Aceste sisteme comunică între ele. 
Sistemele pot fi diferențiate și altfel: sisteme psihice (conștiința oamenilor) și sociale. Însă spre deosebire de alți sociologi precum Jürgen Habermas (cu care Luhmann avut dispute teoretice), aici oamenii nu pot comunica, ci doar sistemele, și nu oricare, ci doar cele sociale. Asta deoarece sistemele psihice (conștiința la nivel individual) nu sunt accesibile celuilalt, deoarece ceea ce se exprimă prin semne și limbaj nu e o reflexie directă a gândurilor și nici nu poate fi. 
Un sistem social apare atunci când doi oameni se percep reciproc. Aceasta este cea mai simplă formă de comunicare (de unde și celebra formulă: "nu poți să nu comunici"). Chiar când 2 persoane care se percep reciproc se ignoră și nu scot nici un cuvânt, nu fac nici un semn, apare deja comunicarea. Ignorarea în sine este comunicare.

## Cod
Sistemele comunică cu mediul înconjurător pe baza unui cod binar, care selectează elementele care au voie să fie preluate din mediu de cele interzise. Un cod este o alăturare de 2 itemi. De exemplu, în cadrul sistemului funcțional știință, codul este adevărat/fals. 

## Elementele comunicării
Comunicarea este formată din cel puțin 3 elemente.
- Informație: este ceva care este disponibil oricărui sistem psihic, dar care în sine nu se adresează nimănui. De exemplu un clipit din ochi întâmplător poate fi informație, dar el nu este adresat nimănui și nici nu comunică nimic încă.
- Mesaj: conține o informație, dar este autoreferențial. Adică face referire la sine. Aceasta în sensul că atrage atenția că este o informație trimisă de cineva, care se adresează cuiva cu un anume scop, de obicei pentru că determină un răspuns din partea acelei entități. De exemplu, când o persoană face cu ochiul, acesta nu mai este un simplu clipit, ci este un mesaj, de la cineva la altcineva care conține o informație cu un anume scop.
- Înțelegere: este atunci când se ajunge la a se distinge între informație și mesaj.
- Accept/refuz: mesajul nu a fost transmis întâmplător, ci pentru a determina o anumită reacție, un anumit comportament. Astfel, dacă recipientul a înțeles mesajul, acesta poate să acționeze în conformitate cu mesajul sau nu. Este vorba de perlocuție (concept introdus de John Langshaw Austin). Vezi și acționare strategică (strategische Handlung) la Habermas.

Cuplare structurală. Ex. doamna Popescu este căsătorită de mulți ani cu domnul Popescu și știe exact ce să îi spună acestuia pentru a determina un anume comportament al lui. Se formează de-a lungul timpului anumite raporturi de așteptări reciproce privind comportamentul celuilalt. Cuplarea structurală sunt acele așteptări care s-au format între sistemul social (care se formează când domnul și doamna Popescu intră în contact reciproc) și sistemele psihice (doamna Popescu și domnul Popescu).

## Sens
Sensul este legat de cod. Luhmann utilizează conceptul de contingență. Adică o sumedenie de posibilități, care nu sunt nici necesare și evident nici imposibile. Codul este binar, adică întotdeauna selectează doar un element, celelalte elemente râmânând afară. De exemplu, în sistemul funcțional economie, codul este a avea/a nu avea, iar mediul sunt banii. Sensul se referă la acel eveniment care se actualizează în contrast cu toate celelalte care nu se acutalizează, ci rămân doar potențialități.
Sistemele au rolul de a reduce complexitatea sensului, în sensul că utilizează codul binar, el însăși actualizând o posibilitate, lăsând opusul acesteia afară.
Luhmann se inspiră din teoria lui George Spencer Brown. Astfel, orice operație cu sens are o distingere (distinction) și o denumire (indication). Orizontul de potențialități din care se actalizează ceva se numește unmarked space, iar ceea ce se acutalizează și devine din posibil real, este marked state. "Ca unitate operativă dintre distingere și denumire, sensul este o formă care se conține pe sine, respectiv, diferențierea dintre distincție și denumire. O formă este, la urma urmei, o distincție care se regăsește în sine ca ceva care a fost diferențiat" (Luhmann 1997: 57)

## Semn și simbol
Un semn este o formă care distinge între ceva care denumește (signifiant sau Signifikant în germană) și ceva care este denumit (signifié sau Signifikat în germană ) (vezi Ferdinand de Saussure). Un semn este deci unitatea diferenței dintre denumit și denumitor.
Un simbol este un semn care atrage atenția asupra sine că este un simbol, deci este autoreferențial și conține deja un mesaj.

## Diferențierea sistemelor
- Sisteme alopoietice: 
  - Sisteme tehnice
  - Sisteme artificiale

- Sisteme autopoietice
  - Sisteme vii
  - Sisteme psihice: prelucrează sensul prin gânduri sau imaginație
  - Sisteme sociale: prelucrează sensul prin comunicare

Nivele ale contrucției sistemelor sociale:
- Interacțiune
- Organizare
- Societate: Sisteme funcționale diferențiate social: Drept, religie, știință, economie, politică, familie, artă etc.

## Exemple de sistem funcționale
Sistemul Știință:
- Funcție: Acumularea de cunoștințe
- Operație comunicativă elementară: Afirmarea adevărului: publicare
- Mediu de comunicare simbolic generalizat: adevăr
- Cod: adevărat/fals
- Programare: Teorii și metode

Sistemul politic: 
- Funcție: Distribuția puterii
- Operație comunicativă elementară: Decizie cu caracter obligatoriu colectiv
- Mediu de comunicare simbolic generalizat: Putere
- Cod: guvern/opoziție
- Programare: Ideologii/programe de partid